# Allan Duncan Bell-Irving
Alan Duncan Bell-Irving, kanadski letalski častnik, vojaški pilot in letalski as, * 28. avgust 1894, Vancouver, Britanska Kolumbija, † 24. april 1965, West Vancouver, Britanska Kolumbija.
Komodor Bell-Irving je v svoji vojaški službi dosegel 7 zračnih zmag.

## Življenjepis
Med prvo svetovno vojno je bil sprva pripadnik Gordon Highlanders, nato pa je bil premeščen v Kraljevi letalski korpus.
Sprva je služil kot opazovalec, nato pa je maja 1916 postal vojaški pilot 60. eskadrilje. 
Med drugo svetovno vojno je bil pripadnik Kraljevega kanadskega vojnega letalstva.

## Odlikovanja
- Military Cross (MC) s ploščico
- Croix de Guerre